# Mk 26型魚雷
Mk 26型魚雷是一種潛射反水面船艦魚雷，由西屋電氣於1944年設計，是Mk 28型魚雷的改進型號。
Mk 26型魚雷是第一款使用貝爾實驗室海水電池、爆炸脈衝啟動陀螺儀和電動轉向以及深度控制系統的魚雷。Mk 26型魚雷的生產被延期，取而代之的是Mk 16型魚雷。